# Hakan Çalhanoğlu
Hakan Çalhanoğlu (IPA: [ˈhaːkan ˈt͡ʃaɫhanoːɫu]; Mannheim, 8 febbraio 1994) è un calciatore turco con cittadinanza tedesca, centrocampista dell'Inter e della nazionale turca, di cui è capitano.
Dopo gli inizi con Karlsruhe e Amburgo, nel 2014 viene acquistato dal Bayer Leverkusen. Nell'estate del 2017 si trasferisce al Milan, dove rimane per quattro stagioni. Nel 2021 passa ai concittadini dell'Inter, con cui vince un campionato italiano (2023-2024), due Coppe Italia (2021-2022 e 2022-2023) e tre Supercoppe italiane (2021, 2022 e 2023), oltre a raggiungere due finali di UEFA Champions League (2022-2023 e 2024-2025). Con la nazionale turca ha partecipato a tre edizioni del campionato europeo (2016, 2020 e 2024).
A livello individuale è stato premiato come calciatore turco dell'anno nel 2021 e miglior centrocampista della Serie A nel 2023-2024, oltre ad essere stato inserito nella squadra dell'anno AIC nel 2023 e nel 2024. Considerato uno dei migliori centrocampisti del panorama europeo, nel 2024 è stato incluso nella lista dei 30 finalisti del Pallone d'oro.

## Biografia
Essendo nato in Germania, possiede la cittadinanza tedesca. Il 25 ottobre 2015 ha sposato la coetanea Sinem Gündoğdu, ragazza tedesca di origini turche, dalla quale ha poi avuto tre figli, Liya (2019), Ayaz (2021) e Asil (2023). Ha un fratello più piccolo di un anno, Muhammed, calciatore del Gümüşhanespor, squadra della terza serie turca. Anche i suoi cugini Kerim e Turan sono calciatori.

## Caratteristiche tecniche
Nasce trequartista ma può ricoprire ogni ruolo del centrocampo: da mediano a mezzala, fino a esterno offensivo in un 4-4-2 o nel 4-2-3-1. Riesce a giocare anche nel ruolo di seconda punta dietro al centravanti ma vede la sua consacrazione da regista basso, interpretato nel suo periodo all'Inter. È veloce mentalmente e ha in dote anche uno scatto rapido; è anche in possesso di un buon dribbling e si dimostra un abile rifinitore per i propri compagni.
Dotato di un tiro molto potente e preciso, è uno specialista nei calci di punizione tanto da essersi guadagnato il soprannome di FreistoßGott ("Dio delle punizioni"). Dal 2013 al 2021, nei cinque migliori campionati europei, Çalhanoğlu è secondo solo a Lionel Messi (14 a 30) per reti segnate da calci piazzati. È inoltre un ottimo rigorista. 

## Carriera

### Club

#### Karlsruhe
Nato a Mannheim, inizia a giocare con compagini locali, il Turanspor Mannheim e il Polizei Mannheim. All'età di sette anni entra nel settore giovanile del Waldhof Mannheim. Nell'estate del 2009, quindicenne, entra nel vivaio del Karlsruhe. Esordisce in 2. Bundesliga nel 2011 e viene poi notato dall'Amburgo, che lo acquista nell'estate del 2012 e lo lascia maturare per un anno nelle file dei biancoblù. Nella stagione 2012-2013 Çalhanoğlu contribuisce in maniera molto importante alla vittoria del campionato di 3. Liga, con 17 gol in 36 presenze.

#### Amburgo
Esordisce con l'Amburgo in Bundesliga l'11 agosto 2013, nella partita pareggiata 3-3 contro lo Schalke 04. Entrato in campo al 79º minuto contro l'Eintracht Francoforte, segna il suo primo gol e la sua prima doppietta, con un tiro a giro in area e con un calcio di punizione che fissa il risultato sul 4-0. Il 22 febbraio 2014 segna un gol da quarantadue metri nella sfida casalinga vinta per 3-0 dall'Amburgo contro il Borussia Dortmund.
Chiude la stagione con 32 partite giocate, più i 2 match di spareggio contro il Greuther Fürth, con all'attivo 11 gol, contribuendo quindi alla salvezza dell'Amburgo.

#### Bayer Leverkusen

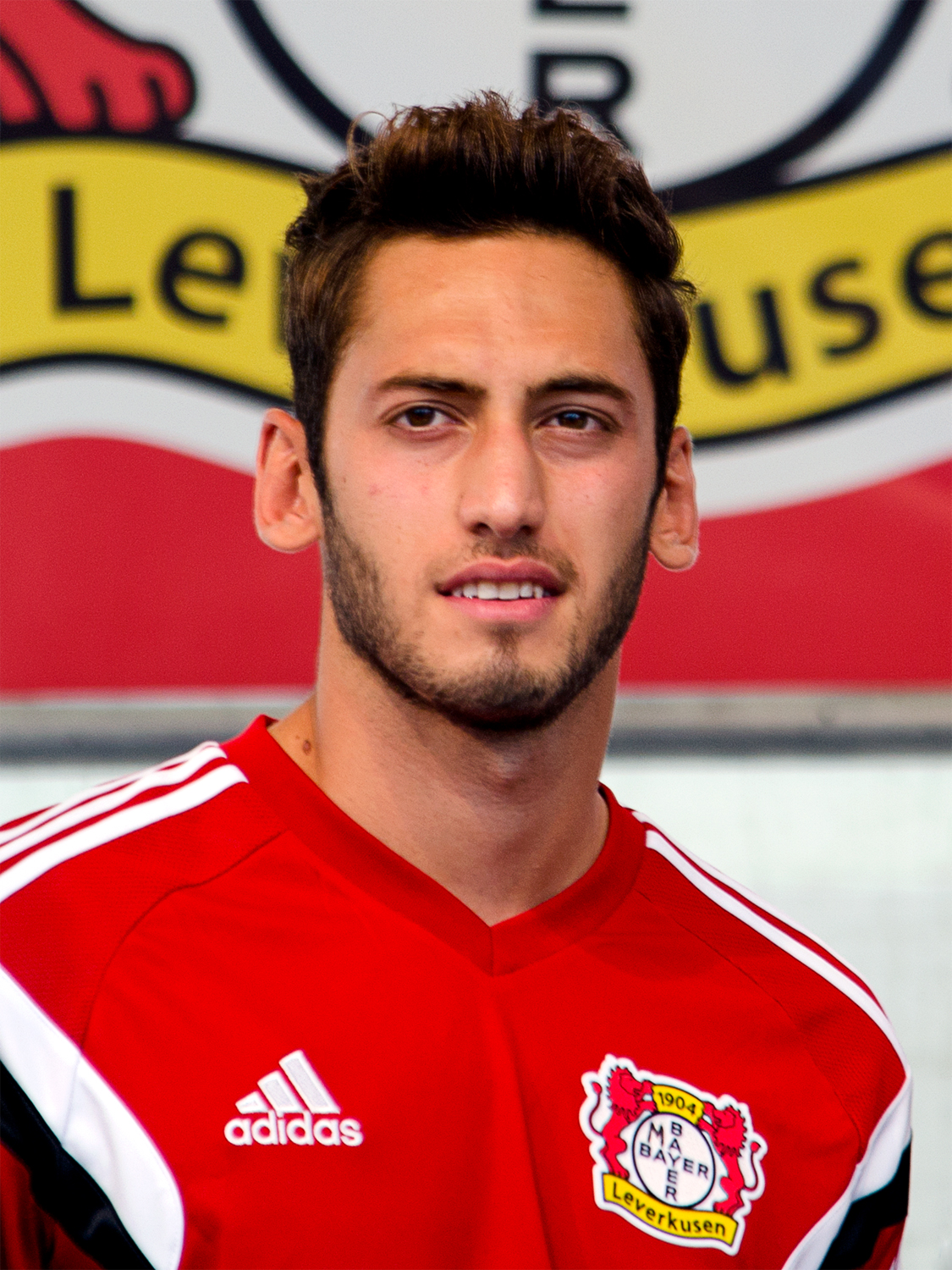
Çalhanoğlu al nel 2015

Il 4 luglio 2014 viene acquistato per 14,5 milioni di euro dal Bayer Leverkusen, con cui firma un contratto quinquennale. La partenza dall'Amburgo è segnata da alcune polemiche: il 18 giugno il calciatore si congeda per malattia con un certificato medico, firmato da uno psicologo, che lo esenta dagli allenamenti per quattro settimane, adducendo come motivazione lo stress causato dalle aggressioni subite dai tifosi, tra cui vandalismi contro la sua auto, e in polemica con Oliver Kreuzer, direttore sportivo del club, che aveva accusato il giocatore di tradimento.
Esordisce con il Bayer Leverkusen il 19 agosto 2014 nella partita di andata del play-off di UEFA Champions League contro il Copenaghen, vinta per 3-2 in Danimarca. Il 23 agosto debutta in Bundesliga con la nuova maglia nella partita vinta per 2-0 in casa del Borussia Dortmund, alla prima giornata di campionato. Il primo gol con il Leverkusen giunge il 27 agosto: è il secondo nella partita di ritorno del play-off di Champions League, vinta per 4-0 contro il Copenaghen. Il 12 settembre arriva anche il primo gol in campionato con il Bayer, il secondo dei suoi in casa contro il Werder Brema (3-3). Nell'ottobre 2014 viene nominato tra i migliori giovani del calcio europeo. Il 25 febbraio 2015 realizza il gol della vittoria del Leverkusen contro l'Atlético Madrid nella partita di andata degli ottavi di finale di Champions League. Tre settimane dopo si fa parare un calcio di rigore da Jan Oblak nella partita di ritorno, vinta per 1-0 dall'Atlético, che poi prevale per 3-2 dopo i tempi supplementari e i tiri di rigore. Il 2 maggio Çalhanoğlu realizza su calcio di punizione la rete del vantaggio nel match vinto per 2-0 contro il Bayern Monaco, laureatosi campione di Germania da pochi giorni. La sua prima stagione con la maglia del Bayer in Bundesliga si conclude con 33 partite giocate e 8 gol all'attivo, 10 presenze e 3 gol in Champions League e 4 presenze e 2 gol in Coppa di Germania.
Nella stagione 2015-2016 totalizza 31 presenze e 3 gol in campionato e 12 presenze con 4 gol tra Champions League ed Europa League, oltre a 3 presenze e un gol in Coppa di Germania. Apre la stagione l'8 agosto andando a segno nel 3-0 inflitto allo Sportfreunde Lotte, compagine di Regionalliga, nel primo turno della Coppa di Germania. Due settimane dopo bagna l'esordio in campionato con un gol su calcio di punizione contro l'Hannover 96. Va in gol anche contro la Lazio, battuta per 3-0 a Leverkusen nella partita di ritorno del play-off per l'accesso alla fase a gironi della Champions League, e contro il BATĖ Borisov, battuto per 4-1 nella prima partita della fase a gironi con due gol del turco (il primo su calcio di rigore).
Nel 2016-2017 segna il primo gol della stagione contro il CSKA Mosca, in una partita pareggiata per 2-2 e valida per la fase a gironi della Champions League. Si tratta del 50º gol della sua carriera professionistica. Alla fine della stagione il calciatore colleziona solo 15 presenze in campionato, ma con ben 6 gol all'attivo, oltre a una presenza in Coppa di Germania e a 6 presenze e un gol in Champions League. Il 2 febbraio 2017 il Tribunale Arbitrale dello Sport lo squalifica per quattro mesi a causa di un pre-contratto firmato nel 2011 con il Trabzonspor, quando giocava al Karlsruhe, e non rispettato.

#### Milan
Nel luglio 2017 viene acquistato dal Milan per 22 milioni di euro. Esordisce in Serie A il 20 agosto nella vittoria esterna contro il Crotone (0-3). Realizza il primo gol con i rossoneri il 14 settembre successivo, andando a bersaglio nel 5-1 contro l'Austria Vienna nella fase a gironi di Europa League. Utilizzato con maggior regolarità dopo l'arrivo in panchina di Gennaro Gattuso, tanto da imporsi come titolare, il 9 maggio 2018 disputa la finale di Coppa Italia, persa 4-0 contro la Juventus. Termina la prima stagione con 8 gol in 45 presenze totali.
Viene confermato tra le prime scelte del tecnico anche nell'annata seguente, nonostante un avvio non brillante. Nel gennaio 2019 disputa la Supercoppa italiana, persa 1-0 contro la Juventus a Gedda, e nel prosieguo della stagione contribuisce al quinto posto raggiunto dai rossoneri in campionato.
Il 27 ottobre 2019 disputa, nell'incontro perso per 2-1 con la Roma, la centesima gara in rossonero. Il 28 gennaio 2020, nei quarti di finale della Coppa Italia, segna una doppietta decisiva per la vittoria nei supplementari contro il Torino. Dopo un avvio di stagione molto complicato, migliora notevolmente il proprio rendimento sotto la guida del tecnico Stefano Pioli, di cui diviene uno dei punti fermi come trequartista nello schema 4-2-3-1. Chiude la stagione con 9 gol in campionato e il Milan termina, in crescendo, al sesto posto.
All'inizio della stagione 2020-2021 realizza 4 gol nelle tre partite dei turni preliminari di Europa League, che garantiscono al Milan la partecipazione alla fase a gironi. Nel corso dell'annata si conferma un titolare indiscusso della formazione rossonera e, pur offrendo un rendimento incostante, contribuisce con 4 gol e 10 assist al secondo posto finale del Milan in campionato e al conseguente ritorno in Champions League dei rossoneri dopo sette anni. Nella stagione 2020-2021 risulta anche il giocatore con il maggior numero di occasioni create nei maggiori campionati europei (98). Con il contratto in scadenza, sceglie di non rinnovare con i rossoneri.

#### Inter

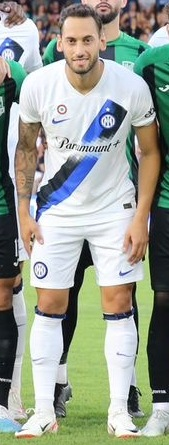
Çalhanoğlu in un'amichevole tra Inter ed nel precampionato 2023-2024

Il 22 giugno 2021 viene ufficializzato il suo passaggio a parametro zero all'Inter, con cui firma un contratto triennale. Esordisce con la maglia nerazzurra il 21 agosto successivo, nella vittoria in campionato per 4-0 contro il Genoa, in cui realizza anche la sua prima rete e fornisce un assist a Škriniar. Il 15 settembre fa il debutto con l'Inter nelle coppe europee, giocando da titolare nella gara di Champions League contro il Real Madrid (0-1). Il 7 novembre segna il primo gol nel derby di Milano alla prima apparizione con i nerazzurri, realizzando un calcio di rigore contro la sua ex squadra (1-1). Il 4 dicembre realizza un gol olimpico nel successo in casa della Roma, divenendo il quarto giocatore a riuscirci nella storia del club nerazzurro. Il 12 gennaio 2022 vince il suo primo trofeo con l'Inter, la Supercoppa italiana, battendo per 2-1 la Juventus dopo i tempi supplementari: per il turco si tratta del primo titolo conquistato dal suo arrivo in Italia. Il 3 aprile successivo realizza su calcio di rigore il gol vittoria con cui l'Inter s'impone in trasferta per 1-0 nel derby d'Italia. Si ripete l'11 maggio, in occasione della finale di Coppa Italia contro i bianconeri, realizzando una rete ancora su calcio di rigore: vincendo per 4-2 dopo i tempi supplementari, i nerazzurri si aggiudicano il trofeo, il secondo in Italia per Çalhanoğlu.
Il 20 agosto 2022 mette a segno il suo primo gol stagionale nella vittoria per 3-0 sullo Spezia in campionato. Il 4 ottobre realizza il gol decisivo che permette all'Inter di superare il Barcellona in Champions League per 1-0. Il 18 gennaio 2023 vince il suo terzo trofeo con l'Inter, la Supercoppa italiana, battendo il Milan per 3-0. Il 6 maggio nelle vittoria esterna contro la Roma (0-2) tocca quota 200 presenze in Serie A, traguardo che nessun calciatore turco ha mai raggiunto. Il 24 maggio conquista la sua seconda Coppa Italia consecutiva, la nona della storia per il club nerazzurro, grazie alla vittoria per 2-1 in finale contro la Fiorentina. Il 10 giugno gioca da titolare nella finale di Champions League, persa per 1-0 contro il Manchester City.
Il 3 settembre 2023 realizza la prima rete stagionale, nel successo per 4-0 sulla Fiorentina. Il 24 settembre nel match esterno vinto per 1-0 contro l'Empoli taglia il traguardo delle 100 presenze in nerazzurro. Il 12 novembre, realizzando un calcio di rigore nella vittoria per 2-0 contro il Frosinone, diventa il miglior marcatore turco nella storia della Serie A con 37 reti, staccando Şükrü Gülesin (36 gol). Due mesi più tardi segna la sua prima doppietta in Serie A nel 5-1 esterno inflitto al Monza. Il 22 aprile seguente, in occasione del derby di Milano vinto per 2-1 contro la sua ex squadra, Calhanoglu si laurea campione d'Italia per la prima volta in carriera. Indossa per la prima volta la fascia da capitano nel corso di Verona-Inter dell'ultima giornata di campionato con l'uscita dal campo di Nicolò Barella.
Il 24 agosto 2024 mette a segno la sua prima rete stagionale da calcio di rigore, nella vittoria contro il Lecce per 2-0 in campionato. Il 1º ottobre successivo segna il gol del vantaggio su calcio piazzato, nella gara di Champions League vinta per 4-0 contro la Stella Rossa. Il 6 novembre successivo decide la gara di Champions League contro l'Arsenal con il gol su calcio di rigore. Dopo quattro giorni, torna al gol in campionato nel pareggio contro il Napoli per 1-1, dove sbaglia un calcio di rigore dopo una striscia di 17 realizzazioni consecutive. Successivamente realizza tre calci di rigore consecutivi nelle vittorie contro Lazio, Cagliari e nuovamente Lazio in Coppa Italia. L'8 marzo 2025 torna decisivo su azione con il gol del momentaneo 2-2 nella rimonta contro il Monza, sfida terminata sul 3-2. Tre giorni dopo, torna protagonista in Champions League, dove concede un calcio di rigore ma ne trasforma poi uno, contribuendo al 2-1 finale nell'ottavo di ritorno contro il Feyenoord. Il 2 aprile 2025 mette a segno il gol dell'1-1 con una conclusione precisa dal limite dell'area nell'andata del derby di Coppa Italia contro il Milan. Il 6 maggio successivo trasforma il calcio di rigore del momentaneo 2-0 nella semifinale di ritorno contro il Barcellona in Champions League, vinta per 4-3 dopo i tempi supplementari. Gioca quindi da titolare la finale contro i francesi del Paris Saint-Germain.

### Nazionale

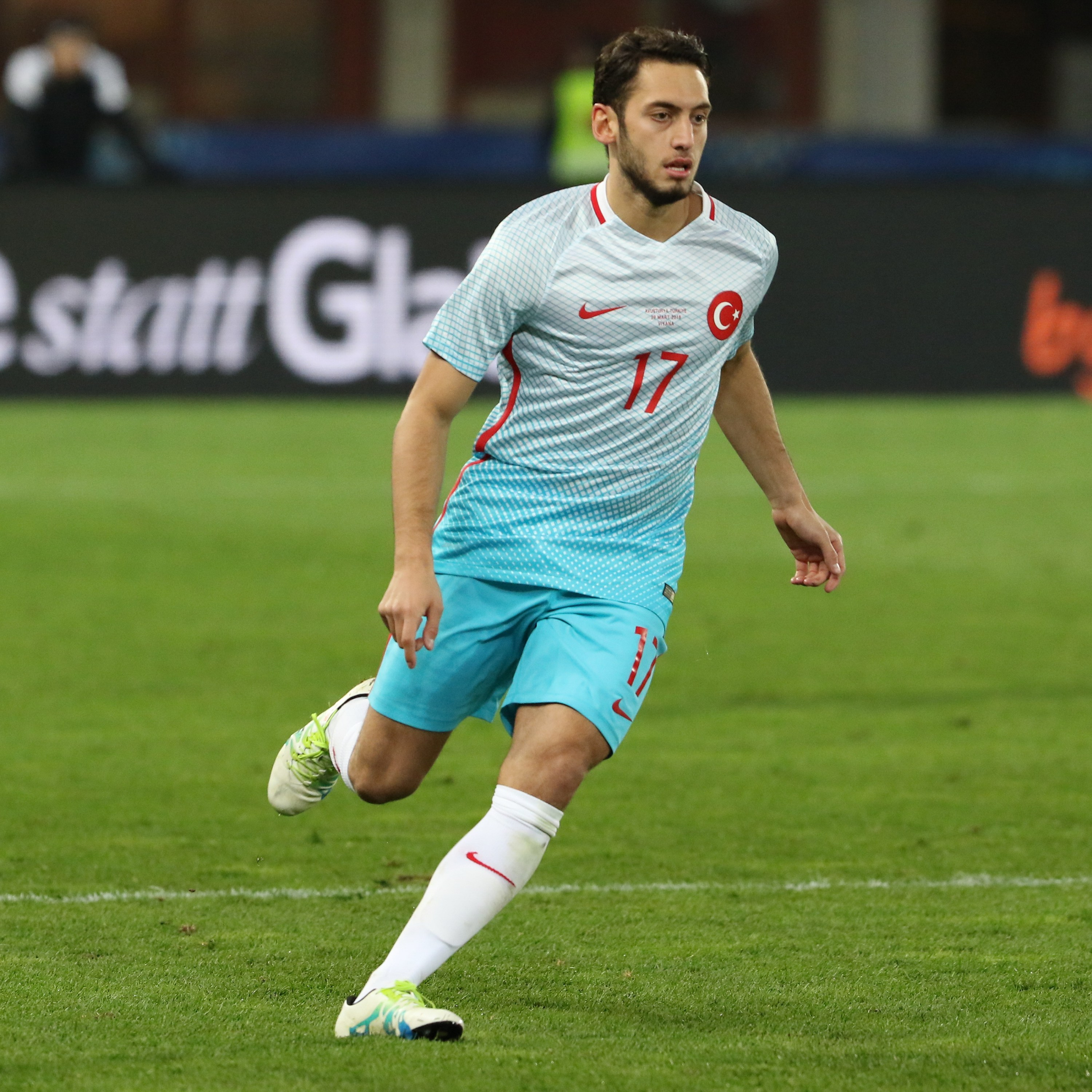
Çalhanoğlu in azione con la maglia della nazionale turca nel 2016

Nato in Germania, Çalhanoğlu sceglie di rappresentare la Turchia, avendo origini trebisondesi. Con la nazionale Under-20 turca partecipa al campionato del mondo Under-20 del 2013 giocato in casa, dove la Turchia raggiunge gli ottavi di finale. Nel corso del torneo, il 28 giugno 2013, Çalhanoğlu segna il gol del pareggio nella partita vinta per 2-1 contro l'Austria allo stadio Hüseyin Avni Aker di Trebisonda, la sua città di origine.
Debutta in nazionale maggiore il 6 settembre 2013 in una gara di qualificazione al mondiale 2014 vinta per 5-0 contro Andorra a Kayseri, subentrando a Gökhan Töre per gli ultimi otto minuti di gioco. È la partita del ritorno di Fatih Terim sulla panchina turca. Esordisce da titolare il 25 maggio 2014 nella partita amichevole vinta per 2-1 contro l'Irlanda all'Aviva Stadium di Dublino, in cui è sostituito da Olcan Adın al 61º minuto.
Il 31 marzo 2015, con un tiro dalla distanza, segna il primo gol con la nazionale maggiore a tre minuti dalla fine della partita amichevole vinta per 2-1 in casa del Lussemburgo. L'8 giugno 2015 realizza una doppietta in amichevole contro la Bulgaria, battuta per 4-0 in Turchia. Segna il primo gol in partite ufficiali il successivo 10 ottobre, realizzando il secondo gol della vittoria per 2-0 in casa della Rep. Ceca in una partita valida per le qualificazioni al campionato d'Europa 2016.
Il 22 maggio 2016 va a segno contro l'Inghilterra nell'undicesimo match tra le due squadre, un'amichevole tenutasi il 22 maggio 2016 al City of Manchester Stadium e persa dai turchi per 2-1 (Çalhanoğlu realizza il gol del provvisorio pareggio).
Convocato per il campionato europeo 2016 in Francia, scende in campo in due occasioni durante la manifestazione, che la Turchia chiude al primo turno.
Il 17 novembre 2019, nella sfida di qualificazione al campionato d'Europa 2020 vinta per 2-0 in casa di Andorra, indossa per la prima volta la fascia di capitano della Turchia.
Nel 2021 viene convocato per il campionato europeo: nella manifestazione continentale colleziona tre presenze con la Turchia, nuovamente eliminata al primo turno della competizione a seguito di tre sconfitte.
Il 29 marzo 2022, nell'amichevole contro l'Italia, persa per 2-3, esordisce come capitano in pianta stabile della sua nazionale, a seguito del ritiro dalla stessa di Burak Yılmaz.
Nel 2024 ottiene la convocazione per il campionato europeo, che vede la nazionale turca raggiungere i quarti di finale, prima di essere eliminata dai Paesi Bassi; nel corso della manifestazione, Çalhanoğlu realizza una rete, nella vittoria per 2-1 contro la Repubblica Ceca nella fase a gironi.

## Statistiche

### Presenze e reti nei club
Statistiche aggiornate al 31 maggio 2025.
| Stagione                | Squadra                 | Campionato              | Campionato | Campionato | Coppe nazionali | Coppe nazionali | Coppe nazionali | Coppe continentali | Coppe continentali | Coppe continentali | Altre coppe | Altre coppe | Altre coppe | Totale | Totale |
| Stagione                | Squadra                 | Comp                    | Pres       | Reti       | Comp            | Pres            | Reti            | Comp               | Pres               | Reti               | Comp        | Pres        | Reti        | Pres   | Reti   |
| ----------------------- | ----------------------- | ----------------------- | ---------- | ---------- | --------------- | --------------- | --------------- | ------------------ | ------------------ | ------------------ | ----------- | ----------- | ----------- | ------ | ------ |
| 2011-2012               | Karlsruhe               | ZL                      | 14+2       | 0          | CG              | 0               | 0               | -                  | -                  | -                  | -           | -           | -           | 16     | 0      |
| 2012-2013               | Karlsruhe               | DL                      | 36         | 17         | CG              | 3               | 0               | -                  | -                  | -                  | -           | -           | -           | 39     | 17     |
| Totale Karlsruhe        | Totale Karlsruhe        | Totale Karlsruhe        | 52         | 17         |                 | 3               | 0               |                    | -                  | -                  |             | -           | -           | 55     | 17     |
| 2013-2014               | Amburgo                 | BL                      | 32+2       | 11         | CG              | 4               | 0               | -                  | -                  | -                  | -           | -           | -           | 38     | 11     |
| 2014-2015               | Bayer Leverkusen        | BL                      | 33         | 8          | CG              | 4               | 2               | UCL                | 10                 | 3                  | -           | -           | -           | 47     | 13     |
| 2015-2016               | Bayer Leverkusen        | BL                      | 31         | 3          | CG              | 3               | 1               | UCL+UEL            | 8+4                | 3+1                | -           | -           | -           | 46     | 8      |
| 2016-2017               | Bayer Leverkusen        | BL                      | 15         | 6          | CG              | 1               | 0               | UCL                | 6                  | 1                  | -           | -           | -           | 22     | 7      |
| Totale Bayer Leverkusen | Totale Bayer Leverkusen | Totale Bayer Leverkusen | 79         | 17         |                 | 8               | 3               |                    | 28                 | 8                  |             | -           | -           | 115    | 28     |
| 2017-2018               | Milan                   | A                       | 31         | 6          | CI              | 4               | 0               | UEL                | 10                 | 2                  | -           | -           | -           | 45     | 8      |
| 2018-2019               | Milan                   | A                       | 36         | 3          | CI              | 4               | 0               | UEL                | 5                  | 1                  | SI          | 1           | 0           | 46     | 4      |
| 2019-2020               | Milan                   | A                       | 35         | 9          | CI              | 3               | 2               | -                  | -                  | -                  | -           | -           | -           | 38     | 11     |
| 2020-2021               | Milan                   | A                       | 33         | 4          | CI              | 1               | 0               | UEL                | 9                  | 5                  | -           | -           | -           | 43     | 9      |
| Totale Milan            | Totale Milan            | Totale Milan            | 135        | 22         |                 | 12              | 2               |                    | 24                 | 8                  |             | 1           | 0           | 172    | 32     |
| 2021-2022               | Inter                   | A                       | 34         | 7          | CI              | 5               | 1               | UCL                | 6                  | 0                  | SI          | 1           | 0           | 46     | 8      |
| 2022-2023               | Inter                   | A                       | 33         | 3          | CI              | 3               | 0               | UCL                | 12                 | 1                  | SI          | 1           | 0           | 49     | 4      |
| 2023-2024               | Inter                   | A                       | 32         | 13         | CI              | 0               | 0               | UCL                | 6                  | 1                  | SI          | 2           | 1           | 40     | 15     |
| 2024-2025               | Inter                   | A                       | 29         | 5          | CI              | 4               | 2               | UCL                | 12                 | 4                  | SI+Cmc      | 2+0         | 0           | 47     | 11     |
| Totale Inter            | Totale Inter            | Totale Inter            | 128        | 28         |                 | 12              | 3               |                    | 36                 | 6                  |             | 6           | 1           | 182    | 38     |
| Totale carriera         | Totale carriera         | Totale carriera         | 428        | 95         |                 | 39              | 8               |                    | 88                 | 22                 |             | 7           | 1           | 562    | 126    |

### Cronologia presenze e reti in nazionale
| Cronologia completa delle presenze e delle reti in nazionale ― Turchia | Cronologia completa delle presenze e delle reti in nazionale ― Turchia | Cronologia completa delle presenze e delle reti in nazionale ― Turchia | Cronologia completa delle presenze e delle reti in nazionale ― Turchia | Cronologia completa delle presenze e delle reti in nazionale ― Turchia | Cronologia completa delle presenze e delle reti in nazionale ― Turchia | Cronologia completa delle presenze e delle reti in nazionale ― Turchia | Cronologia completa delle presenze e delle reti in nazionale ― Turchia |
| Data                                                                   | Città                                                                  | In casa                                                                | Risultato                                                              | Ospiti                                                                 | Competizione                                                           | Reti                                                                   | Note                                                                   |
| ---------------------------------------------------------------------- | ---------------------------------------------------------------------- | ---------------------------------------------------------------------- | ---------------------------------------------------------------------- | ---------------------------------------------------------------------- | ---------------------------------------------------------------------- | ---------------------------------------------------------------------- | ---------------------------------------------------------------------- |
| 6-9-2013                                                               | Kayseri                                                                | Turchia                                                                | 5 – 0                                                                  | Andorra                                                                | Qual. Mondiali 2014                                                    | -                                                                      | 82’                                                                    |
| 25-5-2014                                                              | Dublino                                                                | Irlanda                                                                | 1 – 2                                                                  | Turchia                                                                | Amichevole                                                             | -                                                                      | 63’                                                                    |
| 29-5-2014                                                              | Washington                                                             | Honduras                                                               | 0 – 2                                                                  | Turchia                                                                | Amichevole                                                             | -                                                                      | 46’                                                                    |
| 1-6-2014                                                               | Harrison                                                               | Stati Uniti                                                            | 2 – 1                                                                  | Turchia                                                                | Amichevole                                                             | -                                                                      | 70’                                                                    |
| 9-9-2014                                                               | Reykjavík                                                              | Islanda                                                                | 3 – 0                                                                  | Turchia                                                                | Qual. Euro 2016                                                        | -                                                                      | 76’                                                                    |
| 28-3-2015                                                              | Amsterdam                                                              | Paesi Bassi                                                            | 1 – 1                                                                  | Turchia                                                                | Qual. Euro 2016                                                        | -                                                                      | 61’                                                                    |
| 31-3-2015                                                              | Lussemburgo                                                            | Lussemburgo                                                            | 1 – 2                                                                  | Turchia                                                                | Amichevole                                                             | 1                                                                      |                                                                        |
| 8-6-2015                                                               | Istanbul                                                               | Turchia                                                                | 4 – 0                                                                  | Bulgaria                                                               | Amichevole                                                             | 2                                                                      | 78’                                                                    |
| 12-6-2015                                                              | Almaty                                                                 | Kazakistan                                                             | 0 – 1                                                                  | Turchia                                                                | Qual. Euro 2016                                                        | -                                                                      |                                                                        |
| 3-9-2015                                                               | Konya                                                                  | Turchia                                                                | 1 – 1                                                                  | Lettonia                                                               | Qual. Euro 2016                                                        | -                                                                      |                                                                        |
| 6-9-2015                                                               | Konya                                                                  | Turchia                                                                | 3 – 0                                                                  | Paesi Bassi                                                            | Qual. Euro 2016                                                        | -                                                                      | 65’                                                                    |
| 10-10-2015                                                             | Praga                                                                  | Rep. Ceca                                                              | 0 – 2                                                                  | Turchia                                                                | Qual. Euro 2016                                                        | 1                                                                      |                                                                        |
| 13-10-2015                                                             | Konya                                                                  | Turchia                                                                | 1 – 0                                                                  | Islanda                                                                | Qual. Euro 2016                                                        | -                                                                      | 72’                                                                    |
| 13-11-2015                                                             | Doha                                                                   | Qatar                                                                  | 1 – 2                                                                  | Turchia                                                                | Amichevole                                                             | -                                                                      | 58’                                                                    |
| 17-11-2015                                                             | Istanbul                                                               | Turchia                                                                | 3 – 0 tav                                                              | Grecia                                                                 | Amichevole                                                             | -                                                                      | 81’                                                                    |
| 29-3-2016                                                              | Vienna                                                                 | Austria                                                                | 1 – 2                                                                  | Turchia                                                                | Amichevole                                                             | 1                                                                      | 45+1’ 73’                                                              |
| 22-5-2016                                                              | Manchester                                                             | Inghilterra                                                            | 2 – 1                                                                  | Turchia                                                                | Amichevole                                                             | 1                                                                      | 78’                                                                    |
| 29-5-2016                                                              | Adalia                                                                 | Turchia                                                                | 1 – 0                                                                  | Montenegro                                                             | Amichevole                                                             | -                                                                      | 58’                                                                    |
| 5-6-2016                                                               | Lubiana                                                                | Slovenia                                                               | 0 – 1                                                                  | Turchia                                                                | Amichevole                                                             | -                                                                      | 46’                                                                    |
| 12-6-2016                                                              | Parigi                                                                 | Turchia                                                                | 0 – 1                                                                  | Croazia                                                                | Euro 2016 - 1º turno                                                   | -                                                                      |                                                                        |
| 17-6-2016                                                              | Nizza                                                                  | Spagna                                                                 | 3 – 0                                                                  | Turchia                                                                | Euro 2016 - 1º turno                                                   | -                                                                      | 46’                                                                    |
| 31-8-2016                                                              | Adalia                                                                 | Turchia                                                                | 0 – 0                                                                  | Russia                                                                 | Amichevole                                                             | -                                                                      | 61’                                                                    |
| 5-9-2016                                                               | Zagabria                                                               | Croazia                                                                | 1 – 1                                                                  | Turchia                                                                | Qual. Mondiali 2018                                                    | 1                                                                      |                                                                        |
| 6-10-2016                                                              | Konya                                                                  | Turchia                                                                | 2 – 2                                                                  | Ucraina                                                                | Qual. Mondiali 2018                                                    | 1                                                                      | 47’                                                                    |
| 9-10-2016                                                              | Reykjavík                                                              | Islanda                                                                | 2 – 0                                                                  | Turchia                                                                | Qual. Mondiali 2018                                                    | -                                                                      |                                                                        |
| 12-11-2016                                                             | Adalia                                                                 | Turchia                                                                | 2 – 0                                                                  | Kosovo                                                                 | Qual. Mondiali 2018                                                    | -                                                                      |                                                                        |
| 2-9-2017                                                               | Charkiv                                                                | Ucraina                                                                | 2 – 0                                                                  | Turchia                                                                | Qual. Mondiali 2018                                                    | -                                                                      |                                                                        |
| 5-9-2017                                                               | Eskişehir                                                              | Turchia                                                                | 1 – 0                                                                  | Croazia                                                                | Qual. Mondiali 2018                                                    | -                                                                      | 39’                                                                    |
| 9-10-2017                                                              | Turku                                                                  | Finlandia                                                              | 2 – 2                                                                  | Turchia                                                                | Qual. Mondiali 2018                                                    | -                                                                      |                                                                        |
| 9-11-2017                                                              | Cluj                                                                   | Romania                                                                | 2 – 0                                                                  | Turchia                                                                | Amichevole                                                             | -                                                                      | 64’                                                                    |
| 13-11-2017                                                             | Adalia                                                                 | Turchia                                                                | 2 – 3                                                                  | Albania                                                                | Amichevole                                                             | -                                                                      | 75’                                                                    |
| 23-3-2018                                                              | Adalia                                                                 | Turchia                                                                | 1 – 0                                                                  | Irlanda                                                                | Amichevole                                                             | -                                                                      | 80’                                                                    |
| 27-3-2018                                                              | Podgorica                                                              | Montenegro                                                             | 2 – 2                                                                  | Turchia                                                                | Amichevole                                                             | -                                                                      | 69’                                                                    |
| 7-9-2018                                                               | Trebisonda                                                             | Turchia                                                                | 1 – 2                                                                  | Russia                                                                 | UEFA Nations League 2018-2019 - 1º turno                               | -                                                                      |                                                                        |
| 10-9-2018                                                              | Solna                                                                  | Svezia                                                                 | 2 – 3                                                                  | Turchia                                                                | UEFA Nations League 2018-2019 - 1º turno                               | 1                                                                      | 85’                                                                    |
| 11-10-2018                                                             | Rize                                                                   | Turchia                                                                | 0 – 0                                                                  | Bosnia ed Erzegovina                                                   | Amichevole                                                             | -                                                                      |                                                                        |
| 14-10-2018                                                             | Soči                                                                   | Russia                                                                 | 2 – 0                                                                  | Turchia                                                                | UEFA Nations League 2018-2019 - 1º turno                               | -                                                                      |                                                                        |
| 17-11-2018                                                             | Eskişehir                                                              | Turchia                                                                | 0 – 1                                                                  | Svezia                                                                 | UEFA Nations League 2018-2019 - 1º turno                               | -                                                                      | cap. 90’                                                               |
| 22-3-2019                                                              | Scutari                                                                | Albania                                                                | 0 – 2                                                                  | Turchia                                                                | Qual. Euro 2020                                                        | 1                                                                      |                                                                        |
| 25-3-2019                                                              | Eskişehir                                                              | Turchia                                                                | 4 – 0                                                                  | Moldavia                                                               | Qual. Euro 2020                                                        | -                                                                      | 66’                                                                    |
| 11-6-2019                                                              | Reykjavík                                                              | Islanda                                                                | 2 – 1                                                                  | Turchia                                                                | Qual. Euro 2020                                                        | -                                                                      |                                                                        |
| 7-9-2019                                                               | Istanbul                                                               | Turchia                                                                | 1 – 0                                                                  | Andorra                                                                | Qual. Euro 2020                                                        | -                                                                      | 80’                                                                    |
| 10-9-2019                                                              | Chișinău                                                               | Moldavia                                                               | 0 – 4                                                                  | Turchia                                                                | Qual. Euro 2020                                                        | -                                                                      | 70’                                                                    |
| 11-10-2019                                                             | Istanbul                                                               | Turchia                                                                | 1 – 0                                                                  | Albania                                                                | Qual. Euro 2020                                                        | -                                                                      |                                                                        |
| 14-10-2019                                                             | Saint-Denis                                                            | Francia                                                                | 1 – 1                                                                  | Turchia                                                                | Qual. Euro 2020                                                        | -                                                                      | 46’                                                                    |
| 14-11-2019                                                             | Istanbul                                                               | Turchia                                                                | 0 – 0                                                                  | Islanda                                                                | Qual. Euro 2020                                                        | -                                                                      | 87’                                                                    |
| 17-11-2019                                                             | Andorra la Vella                                                       | Andorra                                                                | 0 – 2                                                                  | Turchia                                                                | Qual. Euro 2020                                                        | -                                                                      | cap. 60’                                                               |
| 3-9-2020                                                               | Sivas                                                                  | Turchia                                                                | 0 – 1                                                                  | Ungheria                                                               | UEFA Nations League 2020-2021 - 1º turno                               | -                                                                      |                                                                        |
| 11-10-2020                                                             | Mosca                                                                  | Russia                                                                 | 1 – 1                                                                  | Turchia                                                                | UEFA Nations League 2020-2021 - 1º turno                               | -                                                                      | 84’ 90+2’                                                              |
| 14-10-2020                                                             | Istanbul                                                               | Turchia                                                                | 2 – 2                                                                  | Serbia                                                                 | UEFA Nations League 2020-2021 - 1º turno                               | 1                                                                      |                                                                        |
| 15-11-2020                                                             | Istanbul                                                               | Turchia                                                                | 3 – 2                                                                  | Russia                                                                 | UEFA Nations League 2020-2021 - 1º turno                               | -                                                                      | 86’                                                                    |
| 18-11-2020                                                             | Budapest                                                               | Ungheria                                                               | 2 – 0                                                                  | Turchia                                                                | UEFA Nations League 2020-2021 - 1º turno                               | -                                                                      |                                                                        |
| 24-3-2021                                                              | Istanbul                                                               | Turchia                                                                | 4 – 2                                                                  | Paesi Bassi                                                            | Qual. Mondiali 2022                                                    | 1                                                                      | 78’                                                                    |
| 27-3-2021                                                              | Malaga                                                                 | Norvegia                                                               | 0 – 3                                                                  | Turchia                                                                | Qual. Mondiali 2022                                                    | -                                                                      | 69’                                                                    |
| 30-3-2021                                                              | Istanbul                                                               | Turchia                                                                | 3 – 3                                                                  | Lettonia                                                               | Qual. Mondiali 2022                                                    | 1                                                                      | 65’                                                                    |
| 3-6-2021                                                               | Paderborn                                                              | Turchia                                                                | 2 – 0                                                                  | Moldavia                                                               | Amichevole                                                             | -                                                                      | 69’                                                                    |
| 11-6-2021                                                              | Roma                                                                   | Turchia                                                                | 0 – 3                                                                  | Italia                                                                 | Euro 2020 - 1º turno                                                   | -                                                                      |                                                                        |
| 16-6-2021                                                              | Baku                                                                   | Turchia                                                                | 0 – 2                                                                  | Galles                                                                 | Euro 2020 - 1º turno                                                   | -                                                                      | 90+2’                                                                  |
| 20-6-2021                                                              | Baku                                                                   | Svizzera                                                               | 3 – 1                                                                  | Turchia                                                                | Euro 2020 - 1º turno                                                   | -                                                                      | 70’ 86’                                                                |
| 1-9-2021                                                               | Istanbul                                                               | Turchia                                                                | 2 – 2                                                                  | Montenegro                                                             | Qual. Mondiali 2022                                                    | -                                                                      | 48’                                                                    |
| 4-9-2021                                                               | Gibilterra                                                             | Gibilterra                                                             | 0 – 3                                                                  | Turchia                                                                | Qual. Mondiali 2022                                                    | 1                                                                      | 46’                                                                    |
| 7-9-2021                                                               | Amsterdam                                                              | Paesi Bassi                                                            | 6 – 1                                                                  | Turchia                                                                | Qual. Mondiali 2022                                                    | -                                                                      | 46’                                                                    |
| 8-10-2021                                                              | Istanbul                                                               | Turchia                                                                | 1 – 1                                                                  | Norvegia                                                               | Qual. Mondiali 2022                                                    | -                                                                      |                                                                        |
| 11-10-2021                                                             | Riga                                                                   | Lettonia                                                               | 1 – 2                                                                  | Turchia                                                                | Qual. Mondiali 2022                                                    | -                                                                      |                                                                        |
| 13-11-2021                                                             | Istanbul                                                               | Turchia                                                                | 6 – 0                                                                  | Gibilterra                                                             | Qual. Mondiali 2022                                                    | -                                                                      | 82’                                                                    |
| 16-11-2021                                                             | Podgorica                                                              | Montenegro                                                             | 1 – 2                                                                  | Turchia                                                                | Qual. Mondiali 2022                                                    | -                                                                      |                                                                        |
| 24-3-2022                                                              | Porto                                                                  | Portogallo                                                             | 3 – 1                                                                  | Turchia                                                                | Qual. Mondiali 2022                                                    | -                                                                      | 69’                                                                    |
| 29-3-2022                                                              | Konya                                                                  | Turchia                                                                | 2 – 3                                                                  | Italia                                                                 | Amichevole                                                             | -                                                                      | Cap. 78’                                                               |
| 4-6-2022                                                               | Istanbul                                                               | Turchia                                                                | 4 – 0                                                                  | Fær Øer                                                                | UEFA Nations League 2022-2023 - 1º turno                               | -                                                                      | Cap.                                                                   |
| 7-6-2022                                                               | Vilnius                                                                | Lituania                                                               | 0 – 6                                                                  | Turchia                                                                | UEFA Nations League 2022-2023 - 1º turno                               | -                                                                      | Cap. 33’ 46’                                                           |
| 11-6-2022                                                              | Lussemburgo                                                            | Lussemburgo                                                            | 0 – 2                                                                  | Turchia                                                                | UEFA Nations League 2022-2023 - 1º turno                               | 1                                                                      | Cap. 68’                                                               |
| 14-6-2022                                                              | Smirne                                                                 | Turchia                                                                | 2 – 0                                                                  | Lituania                                                               | UEFA Nations League 2022-2023 - 1º turno                               | 1                                                                      | Cap. 84’                                                               |
| 16-11-2022                                                             | Diyarbakır                                                             | Turchia                                                                | 2 – 1                                                                  | Scozia                                                                 | Amichevole                                                             | -                                                                      | Cap. 68’                                                               |
| 19-11-2022                                                             | Gaziantep                                                              | Turchia                                                                | 2 – 1                                                                  | Rep. Ceca                                                              | Amichevole                                                             | 1                                                                      | Cap. 80’                                                               |
| 25-3-2023                                                              | Erevan                                                                 | Armenia                                                                | 1 – 2                                                                  | Turchia                                                                | Qual. Euro 2024                                                        | -                                                                      | Cap.                                                                   |
| 28-3-2023                                                              | Bursa                                                                  | Turchia                                                                | 0 – 2                                                                  | Croazia                                                                | Qual. Euro 2024                                                        | -                                                                      | Cap. 38’                                                               |
| 16-6-2023                                                              | Riga                                                                   | Lettonia                                                               | 2 – 3                                                                  | Turchia                                                                | Qual. Euro 2024                                                        | -                                                                      | Cap.                                                                   |
| 19-6-2023                                                              | Samsun                                                                 | Turchia                                                                | 2 – 0                                                                  | Galles                                                                 | Qual. Euro 2024                                                        | -                                                                      | Cap.                                                                   |
| 8-9-2023                                                               | Eskişehir                                                              | Turchia                                                                | 1 – 1                                                                  | Armenia                                                                | Qual. Euro 2024                                                        | -                                                                      | Cap.                                                                   |
| 12-9-2023                                                              | Genk                                                                   | Giappone                                                               | 4 – 2                                                                  | Turchia                                                                | Amichevole                                                             | -                                                                      | 46’                                                                    |
| 12-10-2023                                                             | Osijek                                                                 | Croazia                                                                | 0 – 1                                                                  | Turchia                                                                | Qual. Euro 2024                                                        | -                                                                      | Cap.                                                                   |
| 15-10-2023                                                             | Konya                                                                  | Turchia                                                                | 4 – 0                                                                  | Lettonia                                                               | Qual. Euro 2024                                                        | -                                                                      | Cap. 86’                                                               |
| 22-3-2024                                                              | Budapest                                                               | Ungheria                                                               | 1 – 0                                                                  | Turchia                                                                | Amichevole                                                             | -                                                                      | Cap.                                                                   |
| 26-3-2024                                                              | Vienna                                                                 | Austria                                                                | 6 – 1                                                                  | Turchia                                                                | Amichevole                                                             | 1                                                                      | Cap. 87’                                                               |
| 4-6-2024                                                               | Bologna                                                                | Italia                                                                 | 0 – 0                                                                  | Turchia                                                                | Amichevole                                                             | -                                                                      | Cap.                                                                   |
| 10-6-2024                                                              | Varsavia                                                               | Polonia                                                                | 2 – 1                                                                  | Turchia                                                                | Amichevole                                                             | -                                                                      | Cap. 72’                                                               |
| 18-6-2024                                                              | Dortmund                                                               | Turchia                                                                | 3 – 1                                                                  | Georgia                                                                | Euro 2024 - 1º turno                                                   | -                                                                      | Cap. 89’ 90+2’                                                         |
| 22-6-2024                                                              | Dortmund                                                               | Turchia                                                                | 0 – 3                                                                  | Portogallo                                                             | Euro 2024 - 1º turno                                                   | -                                                                      | Cap.                                                                   |
| 26-6-2024                                                              | Amburgo                                                                | Rep. Ceca                                                              | 1 – 2                                                                  | Turchia                                                                | Euro 2024 - 1º turno                                                   | 1                                                                      | Cap. 66’ 87’                                                           |
| 6-7-2024                                                               | Berlino                                                                | Paesi Bassi                                                            | 2 – 1                                                                  | Turchia                                                                | Euro 2024 - Quarti di finale                                           | -                                                                      | Cap.                                                                   |
| 6-9-2024                                                               | Cardiff                                                                | Galles                                                                 | 0 – 0                                                                  | Turchia                                                                | UEFA Nations League 2024-2025 - 1º turno                               | -                                                                      | 74’                                                                    |
| 9-9-2024                                                               | Smirne                                                                 | Turchia                                                                | 3 – 1                                                                  | Islanda                                                                | UEFA Nations League 2024-2025 - 1º turno                               | -                                                                      | Cap. 46’                                                               |
| 11-10-2024                                                             | Samsun                                                                 | Turchia                                                                | 1 – 0                                                                  | Montenegro                                                             | UEFA Nations League 2024-2025 - 1º turno                               | -                                                                      | cap.                                                                   |
| 14-10-2024                                                             | Reykjavík                                                              | Islanda                                                                | 2 – 4                                                                  | Turchia                                                                | UEFA Nations League 2024-2025 - 1º turno                               | 1                                                                      | Cap.                                                                   |
| 16-11-2024                                                             | Kayseri                                                                | Turchia                                                                | 0 – 0                                                                  | Galles                                                                 | UEFA Nations League 2024-2025 - 1º turno                               | -                                                                      | Cap. 46’                                                               |
| 20-3-2025                                                              | Istanbul                                                               | Turchia                                                                | 3 – 1                                                                  | Ungheria                                                               | UEFA Nations League 2024-2025 - Play-off                               | -                                                                      | Cap.                                                                   |
| 23-3-2025                                                              | Budapest                                                               | Ungheria                                                               | 0 – 3                                                                  | Turchia                                                                | UEFA Nations League 2024-2025 - Play-off                               | 1                                                                      | Cap.                                                                   |
| Totale                                                                 |                                                                        | Presenze (6º posto)                                                    | 97                                                                     |                                                                        | Reti (4º posto)                                                        | 21                                                                     |                                                                        |

| Cronologia completa delle presenze e delle reti in nazionale (partite non ufficiali) ― Turchia | Cronologia completa delle presenze e delle reti in nazionale (partite non ufficiali) ― Turchia | Cronologia completa delle presenze e delle reti in nazionale (partite non ufficiali) ― Turchia | Cronologia completa delle presenze e delle reti in nazionale (partite non ufficiali) ― Turchia | Cronologia completa delle presenze e delle reti in nazionale (partite non ufficiali) ― Turchia | Cronologia completa delle presenze e delle reti in nazionale (partite non ufficiali) ― Turchia | Cronologia completa delle presenze e delle reti in nazionale (partite non ufficiali) ― Turchia | Cronologia completa delle presenze e delle reti in nazionale (partite non ufficiali) ― Turchia |
| Data                                                                                           | Città                                                                                          | In casa                                                                                        | Risultato                                                                                      | Ospiti                                                                                         | Competizione                                                                                   | Reti                                                                                           | Note                                                                                           |
| ---------------------------------------------------------------------------------------------- | ---------------------------------------------------------------------------------------------- | ---------------------------------------------------------------------------------------------- | ---------------------------------------------------------------------------------------------- | ---------------------------------------------------------------------------------------------- | ---------------------------------------------------------------------------------------------- | ---------------------------------------------------------------------------------------------- | ---------------------------------------------------------------------------------------------- |
| 21-5-2014                                                                                      | Kosovska Mitrovica                                                                             | Kosovo                                                                                         | 1 – 6                                                                                          | Turchia                                                                                        | Amichevole                                                                                     | -                                                                                              |                                                                                                |
| Totale                                                                                         |                                                                                                | Presenze                                                                                       | 1                                                                                              |                                                                                                | Reti                                                                                           | 0                                                                                              |                                                                                                |

## Palmarès

### Club
- 3. Liga: 1

Karlsruhe: 2012-2013
- Supercoppa italiana: 3

Inter: 2021, 2022, 2023
- Coppa Italia: 2

Inter: 2021-2022, 2022-2023
- Campionato italiano: 1

Inter: 2023-2024

### Individuale
- Calciatore turco dell'anno: 1

2021
- Gran Galà del calcio AIC: 2

Squadra dell'anno: 2023, 2024
- Premi Lega Serie A: 1

Miglior centrocampista: 2023-2024